# 喬瓦尼二世 (蒙費拉托)
喬萬尼二世（義大利語：Giovanni II del Monferrato，1321年2月5日—1372年3月19日），蒙費拉托侯爵，提歐多洛一世之子，1338年至1372年在位。

## 家庭
1358年，喬萬尼二世與馬約卡國王海梅三世的女兒伊莎貝爾結婚，兩人共有3子1女：
1. 奧東三世（英语：Secondotto）（約1360年—1378年）
2. 喬萬尼三世（英语：John III, Marquis of Montferrat）（約1362年—1381年）
3. 提歐多洛二世（英语：Theodore II, Marquis of Montferrat）（約1364年—1418年）
4. 瑪格麗特（1364年—1420年）